# Luut & Tüütli
Luut & Tüütli («Laut und deutlich») ist eine seit dem Jahre 2000 bestehende Hip-Hop-Band aus dem Kanton Glarus. Sie besteht aus den beiden Rappern Bandit (Patrick Mitidieri) und Shpoiz (Michel Zweifel) sowie DJ Aldäwaldä (Walter Rickli). Bandit konnte bereits zweimal die von Chlyklass-Records im berüchtigten Berner Bierhübeli veranstaltete Ultimate MC Battle für sich entscheiden. Die Band gab vor ihrem Albumrelease Gastspiele bei Sektion Kuchikäschtli und Wurzel 5 u. a.

## Stil
Die beiden Rapper der Gruppe ereifern sich in ihren Texten vorwiegend über ihre nähere Umwelt, sei es die Schweizer Hip-Hop-Szene oder ihre Heimat Glarus, ihrer engen Täler und des berühmten Käses (Schabziger) wegen oft «Zigerschlitz» genannt. Fussball hat darin ebenso Platz wie der vermeintliche Freund Alkohol. Die vorwiegend von Schweizer Produzenten stammenden Beats sind teils samplelastig, teils synthetisch und ähneln sich zum Teil in ihrem Aufbau.
Die EP Und überhaupt legte den Grundstein für den kommerziellen Erfolg des 2005 erschienenen Albums Als Chänteds Bärgä Versetzä, das gar den Platz 15 der Schweizer Albenhitparade erreichte.

## Bauers
Luut & Tüütli gehört dem Kollektiv der Bauers an, die verschiedene Schweizer Hip-Hop-Künstler wie Sektion Kuchikäschtli, Breitbild, X-Chaibä (sprich: Chrüzchäibe), Plan B, Vizioso, Lycon und den verlorenen Bauer Gimma in sich vereinigt. In der Vergangenheit kam es schon oft zu Kollaborationen mit anderen Crewmitgliedern auf deren Alben oder EPs. Die Crew nennt sich Bauers, um ihre Verbundenheit mit ihrer ländlich geprägten Heimat zu demonstrieren.

## Diskografie
- 2003: Und überhaupt… (EP)
- 2005: Als Chänteds Bärgä Versetzä (Album)